# Хипнотерапия
Хипнотерапията е психотерапия, при която се прилага хипноза. Използва се както за основна, така и като допълваща терапевтична техника. Позволява оптимизирането на терапевтичното взаимодействие, защото работата на ниво подсъзнание се отразява ефективно на изпитваните от обектите ѝ затруднения. Намира широко приложение и повлиява голям диапазон от проблеми и състояния, като:
- страхове и фобии
- тревожни състояния като безпокойство и панически атаки
- нарушения на съня
- зависимости
- вредни навици
- депресия
- емоционални и психически травми
- хранителни разстройства на психична основа (като анорексия и булимия)
- стрес
- ниска самооценка
- негативни емоции
- обезболяване и анестезия
- контрол над теглото
- подобряване на спортни постижения и други

## Определение на хипнотерапевт
През 1973 г. д-р Джон Капас, основател на Hypnosis Motivation Institute, пише и определя професията на хипнотерапевт във Федералния Речник на професионалните имена:
„Предизвиква хипнотично състояние в клиента за повишаване на мотивацията или за да промени моделите на поведение: Консултира се с клиента, за да се определи естеството на проблема, Подготвя клиента да бъде въведен в хипнотично състояние, като обяснява как хипнозата работи и какво ще преживее клиента. Тества клиента за да се определи степента на физическа и емоционална внушаемост. Индуцира хипнотично състояние в клиента, използвайки индивидуализирани методи и техники на хипноза, въз основа на тълкуването на резултатите от изпитванията и анализа на проблема на клиента. Може да обучи клиента в самохипноза. „

## Традиционна хипнотерапия
Форма на хипнотерапията практикувана от повечето викториански хипнотизатори, включително Джеймс Брайд и Иполит Бернхайм, работеща предимно с директни внушения за отстраняване на симптома, с използването понякога на терапевтична релаксация и внушения предизвикващи отвращение към алкохола, наркотиците, и др. Многобройни клинични проучвания са доказали, че психотерапията, проведена в състояние на хипноза има по-бърз, по-дългосрочен и по-дълбок терапевтичен ефект от неприживелищните форми на терапия (например чисто вербалната терапия).

## Хипноанализа
През 1895 г. Зигмунд Фройд и Йосиф Бройер публикуват клиничния текст озаглавен „Изследвания на хистерия“ (1895), която разкрива нов подход за психотерапия.

## Ериксонова хипнотерапия
През 1950 г., Милтън Ериксон разработва радикално различен подход към хипнозата, която впоследствие е станала известна като „Ериксонова хипнотерапия“ или „Нео-Ериксонова хипнотерапия“. Ериксон използва неформален, разговорен подход с много клиенти, сложни езикови модели и терапевтични стратегии. Това разминаване от традицията кара някои от колегите му, включително Андре Вайзенхофер, да спорят дали Ериксон има право да етикетира подхода си с „хипноза“.
Основателите на Невролингвистично Програмиране (НЛП), методология, подобна в някои отношение на хипнозата, твърдят, че са моделирали работата на Ериксон подробно и са я асимилирали в подхода си. Вайзенхофер оспорва дали НЛП има някаква истинска прилика с работата на Ериксон.

## Психотерапия
Хипнотизмът първоначално е бил използван за лечение на състояние, известно през Викторианската епоха, като хистерия. Модерната хипнотерапията е широко приета за лечение на всякакви психични проблеми включително: депресия, безсъние, натрапливости, зависимости и много други.